# Дојч Еверн
Дојч Еверн (њем. Deutsch Evern) општина је у њемачкој савезној држави Доња Саксонија. Једно је од 43 општинска средишта округа Линебург. Према процјени из 2010. у општини је живјело 3.692 становника. Посједује регионалну шифру (AGS) 3355014.

## Географски и демографски подаци
Дојч Еверн се налази у савезној држави Доња Саксонија у округу Линебург. Општина се налази на надморској висини од 31 метра. Површина општине износи 11,2 km². У самом мјесту је, према процјени из 2010. године, живјело 3.692 становника. Просјечна густина становништва износи 331 становника/km².

## Међународна сарадња
| Мјесто | Држава    | Врста сарадње | Од    |
| ------ | --------- | ------------- | ----- |
|        | Француска | партнерство   | 1988. |
| Извор  |           |               |       |